# Darja Alexandrowna Dugina

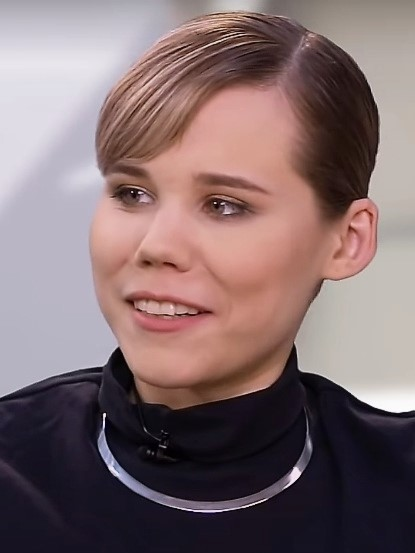
Darja Dugina (2022)

Darja Alexandrowna Dugina (russisch Дарья Александровна Дугина; * 15. Dezember 1992 in Moskau; † 20. August 2022 in Bolschije Wjasjomy), journalistisch auch bekannt als Daria Platonova (russisch: Дарья Платонова), war eine russische Journalistin und politische Aktivistin bzw. Propagandistin. Dugina war die Tochter von Alexander Dugin, einem bekannten ultranationalistischen bzw. neofaschistischen Politiker und Politologen Russlands.

## Beruflicher Werdegang
Darja Alexandrowna Dugina wurde 1992 in Moskau als Tochter der Philosophin Natalija Melentjewa und deren Ehemann Alexander Dugin geboren.
Dugina studierte an der Lomonossow-Universität Moskau Philosophiegeschichte, an der Universität Bordeaux Montaigne soll sie Kurse in Griechischer Frühgeschichte belegt haben und danach arbeitete sie als Journalistin unter dem Pseudonym Darja Platonowa für den staatlich kontrollierten Sender RT und den kremlnahen konservativen Sender Zargrad TV. Nach Angaben des Finanzministeriums der Vereinigten Staaten, das sie am 3. März 2022 auf die Sanktionsliste der Vereinigten Staaten setzte, war sie Chefredakteurin der Website United World International, die nach eigenen Angaben seinerzeit dem Putin-Verbündeten Jewgeni Prigoschin gehörte. Dugina war auch für die Denkfabrik Katehon aktiv, wo sie politische Artikel verfasste.
In ihrer ideologischen Ausrichtung stand sie den ultranationalistischen Positionen ihres Vaters nahe, der als geistiger Vordenker eines modernen großrussischen Nationalismus und des sogenannten Neo-Eurasismus bekannt wurde. Dugina war eine entschiedene Befürworterin des russischen Überfalls auf die Ukraine im Jahr 2022. Insbesondere behauptete sie, dass die Beweise für die Massaker an ukrainischen Zivilisten wie das Massaker von Butscha, die durch die russische Armee verübt worden waren, inszeniert seien. Im Juni 2022 besuchte sie die besetzten Städte Donezk und Mariupol. Einige Wochen später wurde sie auch von der britischen Regierung, die ihr vorwarf, Propaganda und Falschinformationen im Zusammenhang mit der russischen Invasion zu verbreiten, mit Sanktionen belegt.

## Tod

### Attentat
Dugina war auf der Rückfahrt nach Moskau, nachdem sie an dem von der russischen Regierung gesponserten nationalistischen Festival „Tradition“ teilgenommen hatte. Ihr Vater Alexander Dugin sollte sie ursprünglich begleiten, fuhr jedoch nicht mit ihr im Auto mit. Dugina starb am 20. August 2022 im Alter von 29 Jahren in der Moskauer Vorortsiedlung Bolschije Wjasjomy, als ein auf der Fahrerseite ihres Autos montierter Sprengsatz explodierte. Es ist unklar, ob sie selbst angegriffen werden sollte oder ob ihr Vater das eigentliche Ziel des Attentats war. Die russische Nachrichtenagentur TASS legte Wert darauf festzustellen, dass die Täter sich „keineswegs für den Vater“ interessiert hätten.

### Reaktionen
Ilja Ponomarjow, ein in der Ukraine im Exil lebendes früheres Mitglied der russischen Duma, verlas ein Bekennerschreiben einer russischen Partisanengruppe namens „Nationale Republikanische Armee“ (NRA).
Der russische Präsident Wladimir Putin verlieh Darja Dugina posthum den russischen Tapferkeitsorden. Duginas Vater sagte an der Beerdigung: „Sie starb für Russland, sie starb an der Front, und die Front ist hier“.
Der russische Inlandsgeheimdienst FSB machte nach eineinhalb Tage dauernden Ermittlungen ukrainische Geheimdienste für den Anschlag verantwortlich und erklärte, dass eine ukrainische Staatsbürgerin im Juli mit ihrer zwölfjährigen Tochter nach Russland eingereist sei, eine Wohnung im selben Gebäude wie Dugina bezogen und schließlich den Sprengsatz an dem Wagen angebracht habe. Laut FSB sei die Ukrainerin anschließend mit ihrer Tochter nach Estland ausgereist. Zusätzlich präsentierte der FSB ein bereits im April 2022 im Internet veröffentlichtes Ausweisdokument, das belegen sollte, dass die Ukrainerin Mitglied des Regiments Asow sei. Bei einer Pressekonferenz freigelassener Asow-Kämpfer, die von ihren Erlebnissen in der Kriegsgefangenschaft berichteten, wies das Asow-Mitglied „Wikipedia“ am 22. August 2022 darauf hin, dass die Frau auf dem vom FSB präsentierten Foto eine Uniform der Nationalgarde trägt, die nicht nur von Mitgliedern des Asow-Bataillons verwendet wurde. Auch würden Frauen bei Asow bisher nicht für Kampfeinsätze eingesetzt.
Die rasche Verkündung eines Untersuchungsergebnisses durch die russischen Ermittler sollte nach Einschätzung eines Kommentators im Tages-Anzeiger Spekulationen unterbinden, dass auch innerrussische Gegner Dugins ein Motiv für den Anschlag haben könnten. Auch wurden die Beweise als möglicherweise vom FSB fabriziert gewertet. Die russische Investigativjournalistin Julija Latynina bemerkte zur These der ukrainischen Urheberschaft, dass die Ukraine kein Interesse habe an Aktionen, „für welche im Westen kein Verständnis vorhanden“ sei.
Mychajlo Podoljak, Berater des ukrainischen Präsidenten Wolodymyr Selenskyj, bestritt eine Beteiligung der Ukraine und sagte: „Die Ukraine hat natürlich mit der gestrigen Explosion nichts zu tun, weil wir kein krimineller Staat sind – wie die Russische Föderation – und schon gar kein Terrorstaat.“ Das Asow-Regiment erklärte, nicht an dem Anschlag auf Dugina beteiligt gewesen zu sein, schloss aber nicht aus, dass in Russland befindliche Kriegsgefangene des Asow-Regiments durch Folter dazu gezwungen würden, eine Beteiligung zu gestehen. Im russischen Fernsehen wurden Personen interviewt, die als die in Mariupol lebenden Eltern der beschuldigten Ukrainerin bezeichnet wurden; ihr angeblicher Vater sagte in dem Gespräch, seine Tochter habe nicht im Asow-Bataillon gedient und auch nicht am Krieg seit 2014 im Donbass teilgenommen. Estland wies die Darstellung, die beschuldigte Ukrainerin sei nach Estland ausgereist, zurück.
Die New York Times berichtete am 5. Oktober 2022, dass ungenannte US-amerikanische Beamte ungenannte ukrainische Beamte wegen des Attentats ermahnt hätten. US-Geheimdienste gingen davon aus, dass der Anschlag von Teilen der ukrainischen Regierung genehmigt worden sei. Die Quellen, die sich nur anonym äußern wollten, erklärten, dass sie im Vorfeld nichts von der Operation gewusst hätten.